# Orbilia
Orbilia es un género de hongos en la familia Orbiliaceae. Anamorfos de este género son Arthrobotrys, Dactylella, Dicranidion, Dwayaangam, Helicoön, Monacrosporium, y Trinacrium.
El género fue creado en 1836 por Elias Magnus Fries para ubicar a la especie Peziza leucostigma. El micólogo Josef Velenovský escribió artículos describiendo las especies propias de Bohemia y Moravia (Czechoslovakia). En 1951, Fred Jay Seaver registró 20 especies en América del Norte, y R.W.G. Dennis posteriormente describió 9 especies de Venezuela. Según el Dictionary of the Fungi (10a edición, 2008), existen unas 58 especies en este género.

## Especies
- Orbilia acuum
- Orbilia alnea
- Orbilia antenorea
- Orbilia arundinacea
- Orbilia aurantiorubra
- Orbilia auricolor
- Orbilia bannaensis
- Orbilia bomiensis
- Orbilia brevicauda
- Orbilia coccinella
- Orbilia comma
- Orbilia corculispora
- Orbilia cruenta
- Orbilia cunninghamii
- Orbilia curvatispora
- Orbilia cyathea
- Orbilia delicatula
- Orbilia dorsalia
- Orbilia epipora
- Orbilia eucalypti
- Orbilia euonymi
- Orbilia falciformis
- Orbilia fimicoloides
- Orbilia gambelii
- Orbilia leucostigma
- Orbilia luteorubella
- Orbilia luzularum
- Orbilia milinana
- Orbilia pellucida
- Orbilia pilifera
- Orbilia piloboloides
- Orbilia quercus
- Orbilia rectispora
- Orbilia retrusa
- Orbilia sarraziniana
- Orbilia scolecospora
- Orbilia tenebricosa
- Orbilia tricellularia
- Orbilia umbilicata
- Orbilia vermiformis
- Orbilia vinosa
- Orbilia xanthostigma
- Orbilia yuanensis[7]